# Artur Candal
Artur Dionísio Candal de Carvalho (Porto Alegre, 29 de outubro de 1857 — 21 de outubro de 1924), mais conhecido como Artur Candal, foi um funcionário público, professor, filólogo, jornalista e literato brasileiro.

## Vida
Filho de um militar, ficou órfão ainda pequeno e cresceu na pobreza. Foi major do Exército e fez concurso público em 1876, sendo aprovado em primeiro lugar, mas devido à sua filiação ao Partido Republicano Rio-Grandense sua nomeação foi protelada, sendo admitido em 1878, iniciando uma carreira onde desempenharia diversas funções de alto escalão na administração pública do estado do Rio Grande do Sul. Começou como amanuense da Secretaria de Governo, sendo promovido sucessivamente a 1º oficial, elogiado pelos seus bons serviços pelo vice-presidente, oficial de gabinete do vice-presidente e do presidente, diretor do Departamento de Estatística, elogiado pela riqueza informativa e exatidão dos seus relatórios, sub-diretor da Secretaria de Agricultura e Obras Públicas, e secretário do Conselho Superior de Administração.
Em 1898 foi nomeado administrador geral dos Correios, mas nesta posição logo se tornou o centro de uma grande polêmica que se estendeu por mais de um ano, recebendo uma série de virulentas críticas acusando-o de incompetência e de ter jogado o serviço postal na anarquia, sendo exonerado em janeiro de 1900. Depois foi designado para servir como despachante na Alfândega, e em 1918 foi reconduzido à direção do Departamento de Estatística, aposentando-se em 1921. Ao despedir-se foi homenageado pelos funcionários do órgão pela atenção e os muitos serviços que lhes prestara, sendo por eles acompanhado em comitiva até sua casa.
Deu aulas particulares de gramática portuguesa e das línguas inglês, francês e alemão, lecionou no Colégio Riograndense, no Ginásio São Pedro, no Seminário Provincial e no Colégio Alemão, e durante muitos anos foi diretor da Escola Mauá, vinculada à Associação dos Empregados no Comércio. Também foi um dos fundadores e membro da primeira diretoria da Sociedade Previdência, no cargo de 1º secretário, e um dos fundadores do Instituto Histórico e Geográfico do Rio Grande do Sul, do qual foi sócio efetivo e membro da Comissão de Estatutos e da Comissão Editorial da revista do instituto.
Como jornalista foi correspondente do jornal carioca O País, redator-chefe do jornal A República, e redator e secretário do jornal católico A Atualidade. Foi colaborador do jornal O Riograndense e das revistas Álbum do Domingo, O Mosquito e Revista Literária, e membro da lendária Sociedade Partenon Literário, onde foi diretor da Comissão de História e colaborador da sua Revista Mensal.
Considerado por Athos Damasceno, Carlos Baumgarten e Jordana Steindorff um nome importante na cena literária do Rio Grande do Sul em sua geração, homenageado por Aurélio Porto no Congresso Sulriograndense de História e Geografia de 1940, deixou contos e crônicas, um livro de poesias, Musa ligeira, poemas avulsos, uma gramática alemã, e as teses Origem da língua portuguesa e A partícula se.
Foi casado com Brasilina Pinheiro, sendo pai de Hugo Candal, advogado, desembargador e presidente do Tribunal de Justiça do Estado, Ernesto Candal, escriturário da Alfândega, advogado, juiz distrital em Cacimbinhas e Porto Alegre e juiz das comarcas de Caçapava e São Jerônimo, e Artur Candal Junior, major, médico, titular da Diretoria de Higiene do Estado e um dos pioneiros da homeopatia no Rio Grande do Sul.